# Michael Ruscio
Michael A. Ruscio (...) è un montatore statunitense, che lavora prevalentemente in campo televisivo.

## Biografia
Figlio degli attori Al Ruscio e Kate Williamson, ha due sorelle che lavorano entrambe nel mondo cinema, Elizabeth come attrice e Nina come scenografa.
Ha curato il montaggio per film come Svolta pericolosa, Un pezzo da 20, Trixie e La prima volta di Niky. Nel 2001 inizia a lavorare per la serie televisiva della HBO Six Feet Under, curando il montaggio di numerosi episodi, in seguito lavora per altre HBO come I Soprano e In Treatment. Tra le altre serie televisive per cui a lavorato vi sono Cold Case e Saved.
Dal 2008 cura il montaggio per la serie televisiva True Blood, per la quale ha vinto un Eddie Awards per il miglior montaggio dell'episodio Uno strano incontro. Ruscio ha avuto alcune esperienze come regista, nel 2005 ha diretto, sceneggiato e prodotto il cortometraggio In Order of Appearance, mentre nel 2009 ha diretto l'episodio Tradimenti e complotti della seconda stagione di True Blood.

## Filmografia parziale
- Catch-22 – miniserie TV (2019)

## Premi

### American Cinema Editors
- Nel 2009 ha vinto, assieme a Andy Keir, un Eddie Awards per l'episodio Uno strano incontro